# 查菲縣 (科羅拉多州)
查菲县（英語：Chaffee County）是美國科羅拉多州中西部的一個縣。面積2,629平方公里。根據美國2000年人口普查，共有人口16,242人。縣治薩利達（Salida）。
成立於1879年2月10日。縣名紀念聯邦參議員傑羅姆·查菲。